# Lamik Møller
Augustinus Lamik Niels Daniel Møller (* 18. Juli 1941 in Kuannit (Avigaat); † 1999) war ein grönländischer Landesrat.

## Leben
Lamik Møller war der Sohn des Fischers Andreas Jakob Steffen Møller (1896–?) und seiner Frau Dorthe Edel Dina Gedionsen (1899–?). Seine Schwester war mit dem Landesrat Nathan Jakobsen (1917–?) verheiratet. Lamik Møller war Fischer und wurde 1975 für eine Legislaturperiode in den grönländischen Landesrat gewählt. Er starb 1999 im Alter von 58 Jahren und hinterließ seine Frau, Kinder und Enkelkinder.